# 最後の優しさ/SUNLIGHT
「最後の優しさ/SUNLIGHT」（さいごのやさしさ/サンライト）は、日本の歌手JAY'EDの3枚目のシングルである。2009年2月4日発売。発売元はトイズファクトリー。

## 概要
- 前作から6ヶ月ぶりとなるシングル。

## 収録曲
1. 最後の優しさ(4:17)
作詞：JAY'ED、作曲：JAY'ED・2 SOUL、編曲：2 SOUL
2. SUNLIGHT(4:06)
作詞：JAY'ED、作曲：BACHLOGIC、編曲：JAY'ED

## 収録アルバム
- オリジナル『MUSICATION』(※アルバムバージョン)（2009年10月28日）
- カバー『JAY'EDISCO』(※ENGLISH VERSION)（２０１３年５月２９日）